# ليندي هو
ليندي هو من مواليد 18 فبراير 1960، تعد ليندي رياضية مشهورة حول العالم في رياضة راكبي الدرجات الثنائية من هونج كونج. قررت هي وعائلتها الاستقرار في أستراليا في عام 1974، وتم تشخيصها بمرض التهاب الشبكية الصباغي في منتصف عام 1980 وأصبحت عمياء تماما في عام 1996، وقد فازت بست ميداليات في صيف البارالمبية لعام 2004 و2008.
حياتها الشخصية:
تعد ليندي من مواليد هونج كونج في يوم 18 فبراير 1960م. ترجع أصول والديها من محافظات جنوب الصين حيث انتقلت العائلة بأكملها إلى هونج كونج في عام 1960 وقد هاجرت العائلة بأكملها إلى أستراليا في عام 1974م. في منتصف عام 1980 تم تشخيص ليندي بمرض التهاب الشبكية الصباغي حيث أصبحت عمياء في عام 1960م. قبل ذهاب نظرها، كانت منافسة ثلاثية ومدربة السباق الثلاثي (يتضمن السباحة وركوب الدراجات والجري) ونافست كممثلة لمجموعة العمرية الأسترالية وعملت في صناعة تكنلوجيا المعلومات. تعيش ليندي في كانبرا وكانت تعيش في سيندي وتعمل كمعالجة تدليك ومتحدثة تحفيزية وعملت كسفيرة لمهرجان يوم رأس السنة الصينية.
الرياضة:
بدأت ليندي بممارسة ركوب الدراجات الثنائية في عام 1999م وقد كانت أول مشاركة لها في أستراليا 2001 فشاركت في قسم المسابقات سيدني لعام 2000. وبعد المسابقة أسست فريق «أثينا اكسبرس» فريق دراجات الثنائية ويتكون الفريق من ليندي ومدربيها جندل ليندسي لسباقات السرعة والكيلو والسباق العادي والسباق على الطرق. في عام 2004 في مسابقة اثين فقد فازت ليندي بميدالية الذهبية في حدث سباق النساء لراكبي الدراجات الثنائية وقد حصلت على وسام الفروسية لأستراليا وميداليتين فضية لسباق الطرق للنساء والمطاردة الفردية للنساء للركبي الدرجات الثنائية وميدالية البرونزية في سباق النساء لمسافة كيلو. وبعد مسابقات أثين وأصبح ريان مدربها الوحيد في 2006 وفازت بميداليتين ذهبيتين في بطولة العالم للدراجات.  في 2008 لمسابقات بينجنق فازت بميدالية فضية في النشاطات الفردية للنساء في حدث BVI1-3 وحصلت على الميدالية البرونزية في مسابقة 1 كيلو للنساء في حدث وقت المحاكمة BIV1-3. وقد أعلنت اعتزالها من ركوب الدراجات البارالمبية بعد مسابقات بينجنق وحصلت على لقب المرأة العام في مسابقة الدراجات للسنة لعام 2008 في حفل توزيع جوائز أستراليا للدراجات. كان هدف الرياضة التبرع للجمعيات الخيرية في خمس جولات بالدراجة لمسافات طويلة ويضم واحدة ريتينا أستراليا من الساحل الذهبي إلى سيدني في سبتمبر لعام 2011.
حديثا عن السباق الثلاثي تم اختيارها لتمثل أستراليا في بطولة العالم الباراثلون 2012 لسباق التصفيات TR1-6 (ضعاف البصر). وقد انسحبت بسبب الإصابة وتعد المنافسة الوحيدة في مسابقة TR1-6 في بطولة أستراليا الباراثونية الافتتاحية وتم عقد المسابقة في يناير 2013. تم اختيارها للتنافس في 2013 لبطولة العالم للسباقات الثلاثية للاتحاد الدولي للاتصالات في لندن. خلال حفل الافتتاح اخذت ليندي ومورين كامينغر يلوحون بالعلم الأسترالي. لم تحصل ليندي على ميدالية في السباق لكن في بطولة أستراليا واوقيانوسيا 2014 فقد فازت بالتصفيات.
بجانب مايكل ميلتون، من أصل اثنين. تعد ليندي من ضمن الأعضاء الرياضيين في لجنة الرياضيات الثلاثية باراثونية الأسترالية، والتي تهدف لتطوير المواهب والرياضيون بعد ادراجه في ريو دي جانيرو للمعاقين لعام 2016
| معلومات شخصية  |                                        |
| -------------- | -------------------------------------- |
| الاسم          | ليندي هو                               |
| الجنسية        | أسترالية                               |
| الميلاد        | 18 فبراير 1960 (59 سنة) هونج كونج      |
| سجل الميداليات |                                        |
| أثينس2004      | سباق ثنائي راكبي الدراجات للسيدات B1-3 |
| أثينس2004      | سباق السيارات B1-3                     |
| أثينس 2004     | ملاحقة فردية للسيارات B1-3             |
| أثينس 2004     | سباق 1كيلو للسيدات B1-3                |
| بكين2008       | السعي الفردي للسيارات B VI 1-3         |
| بكين 2008      | سباق 1كيلو للسيدات B1-3                |